# Ifrån min födslotimma
Ifrån min födslotimma är en psalm skriven av Johan Hjertén.
|  |
|  |

## Publicerad i
- 1819 års psalmbok som nr 445 under rubriken "Före och efter måltiden".[1]